# Slam (poésie)
Pour les articles homonymes, voir slam.
 (juin 2023).
Si vous disposez d'ouvrages ou d'articles de référence ou si vous connaissez des sites web de qualité traitant du thème abordé ici, merci de compléter l'article en donnant les références utiles à sa vérifiabilité et en les liant à la section « Notes et références ».
 (juin 2023).
Un slam est, historiquement, une compétition de poésie. C'est une poésie déclamée dans des espaces publics (dans la rue, un bar...) ou dans un lieu de spectacle (dans une salle de concert, un théâtre...), avec ou sans accompagnement musical.  Le slam appartient au genre de la poésie engagée, dont il renouvelle les codes. Le vocabulaire est familier (argot, verlan, néologismes) et le choix des mots est au service de la rythmique. Les jeux de mots et de sonorités sont fréquents (paronymes, rimes, synonymes).   
Le slam se situe entre la diction et le chant. L'éventuelle partie instrumentale est au service du texte et ne le couvre pas. Les instruments sont peu nombreux et accompagnent la voix.
Cette pratique offre une tribune d'expression par laquelle les personnes sur scène déclament leur poésie dans la forme qu'elles désirent, chaque événement définissant la palette des formes autorisées,. Le slam est, selon John Naughton, écrivain, journaliste et universitaire britannique, un « outil de démocratisation et un art de la performance poétique » et un « lien entre écriture et performance, encourageant les poètes à se focaliser sur ce qu'ils disent et comment ils le disent ».  

## Terminologie
En anglais, Slam Poetry signifie « chelem de poésie », dans le sens des tournois du grand chelem de rugby ou de tennis. Dans les pays francophones, il est parfois détourné de son sens dans la dérive du verbe « to slam » signifiant « claquer ». Les scènes slam prennent la forme ludique d’une rencontre, impliquant une participation du public. Cinq personnes du public choisies par l'organisateur doivent donner des notes à chaque poème à la fin de chaque performance, au vu de toute la salle, et choisir ainsi les poètes qu'elles souhaitent réentendre ou voir représenter leur communauté à des slams inter-villes ou internationaux.
En France, une confusion existe sur le terme de « slam », parfois utilisé pour désigner une simple scène ouverte de lecture de poèmes ou de la poésie urbaine chantée ou déclamée avec de la musique, c'est-à-dire du « spoken word ». Des maisons de disques publient des artistes individuels qui se sont fait connaître en pratiquant le slam, comme l'artiste Grand Corps Malade. Cependant, déclamer un texte sur de la musique ou en chantant dans un autre contexte qu'une scène qui en applique les règles n'est pas du « slam » au sens strict de la définition.

## Histoire
Né d'une idée du poète américain Marc Smith en 1986 a comme but de rendre les lectures de poèmes à la fois moins élitistes et moins ennuyeuses, le slam prévoit des règles minimales, laissant une grande liberté aux poètes à l'intérieur de ces règles de base.
Les premiers événements de slam européens apparaissent en 1993.
Un épisode de Tracks dédié au saxophoniste américain Archie Shepp le crédite comme possible « pionnier du slam, pour avoir mis dès 1969 l'un de ses poèmes en musique ».

### Allemagne
En 1992 , l'auteur autrichien Norbert Gstrein réside dans une pension partagée par Alan Kaufman, vétéran du Nuyorican Poets Café, venu à San Francisco pour découvrir la scène du célèbre Café Babar. Gstrein, après avoir entendu Kaufman slammer, réussit à le faire participer au Festival littéraire international de Munich, organisé par Mona Winters. Kaufman invite alors son ancien collègue, Bob Holman, à se joindre à lui. Il s'agit alors de la toute première apparition sur le continent européen de slam-poésie. Ensemble, Kaufman et Holman vont slammer à travers toute l'Allemagne et l'Autriche, d'une Maison de la littérature à l'autre, y compris Munich, Francfort, Hambourg et Salzberg, convainquant les médias et le public.
Kaufman est invité à Berlin, pour slammer en solo à la Literaturwerkstatt Berlin où sa performance devant l'avant-garde de Berlin et les médias littéraires, a fait une telle impression que certains de ses poèmes sont inclus et traduits dans AM LIT: Neue Literatur aus den USA, une importante anthologie historique de la littérature américaine. Kaufman est invité à revenir l'année suivante par Thomas Wohlfahrt, directeur de Literaturwerkstatt Berlin, avec cinq autres poètes américains. 
Il revient donc en 1993 avec Paul Beatty, Patricia Smith, Luis Rodriguez, Neeli Cherkovski et Dominique Lowell. Ils jouent ensemble au Literaturahaus, dans les institutions, les universités et les boîtes de nuit à travers l'Allemagne, l'Autriche et aux Pays-Bas. Les poésies sont traduites et rassemblées dans un volume historique intitulé Slam, Heftige Dichtung aus den USA!. Ce livre devient un catalyseur majeur dans le développement et la propagation du slam à travers l'Allemagne et l'Autriche[réf. nécessaire], et il est le premier volume de poésie slam à avoir été traduit et publié en Europe.

### France
Le slam, en tant que genre ou scène spécifique, n'apparaît que dans les années 1990, et plus particulièrement en 1995 avec la réunion d’un noyau dur (Nada, Joël Barazer, MC Clean, Pilote le Hot) mêlant poètes et « performeurs » dans un bar de Pigalle, rue André Antoine – le Club-Club. Dans cet ancien bar à hôtesses désormais pluriculturel, confidentiel et toutefois favorablement notoire aux avertis, les tournois de slam de poésie amènent divers poètes à déclamer leurs textes, et se voient octroyer des scores par un jury composé de diverses personnes du public pour la première fois à Paris. 
En 1997, Pilote le Hot développe le mouvement à La Flèche d'or. En 1998, l’exposition médiatique du film Slam de Marc Levin coïncide avec la découverte du mouvement dans l’hexagone et plus particulièrement dans la capitale où se crée un premier cercle d’initiés. À la suite de la fermeture du Club Club, ce n’est plus un lieu qui unit les « activistes » mais bien une nouvelle forme artistique qui constitue un nouveau terrain de jeu pour partager leurs textes en public. Le plus actif du noyau du début, Pilote le Hot est le premier à mettre sur pied des scènes slam dans l’est parisien.
Le mouvement slam se développe en France sous la forme originelle des tournois mais également sous la forme de scènes ouvertes (sans tournoi),. 
En 2002, Félix J et Didier Feldmann sont à l'origine de la première aventure spoken word éditoriale liée à cette scène, en fondant les éditions Spoke, structure indépendante et très active en matière de diffusion du travail des principaux artistes slam. 
À partir de 2004, des rencontres slam, à un niveau interrégional, sont organisées un peu partout en France : Grand Slam National (Nantes et Bobigny), Slam United (Paris), Bouchazoreill’Slam (Paris), Nuit du Slam (Reims, Creil, Lyon, Toulouse et Dijon), Slam Lever (Rennes), Slam l’homme Géant (Lyon), Slam So What (Vitry-sur-Seine), Rencontre Nationale Slam (Toulouse), Slam N’ Co (Nantes), Slam So Poit (Poitiers), Super Slam de Tours, Grand Slam de Panam (Paris), Festival Paroles (Colmar, Sélestat, Obwald et Mulhouse), Le Mans cité Chanson (Le Mans), etc.
En 2006, sort Midi 20, premier album de spoken word de Grand Corps Malade, slameur plusieurs fois vainqueur des tournois Bouchazoreill'slam, qui porte un coup de projecteur supplémentaire sur le mouvement français. En 2009, sous l'impulsion de différentes associations françaises (L'Astre en Moi de Poitiers, Slam 37 de Tours et Slam Tribu de Reims) qui souhaitent resserrer les liens entre tous les acteurs du slam français, se constitue « La Ligue Slam de France ». Grand Corps Malade en est le membre d'honneur et Marc Smith apporte son soutien dès sa création. En 2010, le mouvement français se fédère en réseau national autour de la Ligue Slam de France. À partir de 2011, le réseau se met en mouvement avec l'annuelle Coupe de la Ligue Slam de France, le premier festival 100 % slam créé et dirigé par Mr Zurg et Yopo, cofondateurs de la Ligue Slam (avec Onizuka de Poitiers, Selecta Seb, Msieur Dam et Laurent Etienne.com de Reims) et directeurs artistiques de la Coupe. En 2020 la Ligue fédère plus de 50 associations dans toute la France et développe plusieurs actions nationales d'ampleurs comme Slam à l'école pour l'Éducation Nationale et en partenariat avec la Fondation Culture et diversité. La Ligue envoie ses champions de la Coupe de Ligue Slam de France sur le championnat d'Europe (EPS) tous les ans, et organise des résidences d'artistes slam français à Chicago de 2012 à 2018 en partenariat avec Marc Smith dans le cadre de son projet French Slam Connection.

#### Grand Slam National
En 2004, le premier Grand Slam National réunit à Nantes des équipes de poètes venant de toute la France ; elles sont accueillies par Jean Blaise. Organisé par la Fédération Française De Slam Poésie (FFDSP), le GSN réunit des équipes de quatre poètes venus représenter leur communauté. Plusieurs rounds sont organisés, les équipes se rencontrent, les poètes déclament leurs textes sur un temps limité, devant un public au sein duquel un jury de trois personnes est choisi. Les gagnants de chaque round accèdent ainsi aux étapes suivantes que sont la demi-finale et la finale.
En 2005, en même temps que le deuxième Grand Slam National se produit le premier Grand Slam Interscolaire au Lieu Unique à Nantes, et qui réunit des élèves de CE1, CM1 et CM2. En 2007, la première Coupe du Monde de Slam de Poésie se produit en France, organisée par la Fédération Française De Slam Poésie. Les poètes gagnants du Slam national de leur pays sont invités en France et se rencontrent. Lieux et ordres de passage sont tirés au sort ; toutes les performances des poètes sont traduites en anglais et en français, rétro-projetées sur un écran de fond de scène. La première Coupe du Monde de Slam Poésie organise ainsi la rencontre entre seize poètes venant des États-Unis, du Canada, d'Italie, du Zimbabwe, d'Afrique du Sud, d'Angleterre, d'Allemagne, de Suisse, de Hollande, de Madagascar, de France, du Danemark, de Suède, de République tchèque, de Russie, et de Singapour. La Coupe du Monde se poursuit alors de manière annuelle. C'est à Bobigny que déménagent le Grand Slam National et le Grand Slam Interscolaire, en même temps que la première Coupe du Monde de Slam de Poésie.
En 2011, le huitième Grand Slam National, la cinquième Coupe du Monde et le septième Grand Slam Interscolaire se déroulent à Paris, dans les quartiers de Belleville et Ménilmontant. En 2015, ce sont 24 pays du monde entier qui sont représentés en France lors de la Coupe du Monde : l'Allemagne, l'Angleterre, l'Argentine, la Belgique, le Brésil, le Canada, le Congo, le Danemark, l'Écosse, l'Espagne, les États-Unis, la Finlande, la France, le Gabon, la Hollande, Israël, le Japon, la Macédoine, Madagascar, la Norvège, le Portugal, le Québec et la Russie. C'est la première fois qu'un poète japonais participe au seul tournoi mondial en France. Et c'est Clotilde de Brito, la représentante de la France, qui remporte la Coupe du Monde. Cette même année, 16 villes participent au Grand Slam National dans tout le quartier de Belleville Ménilmontant. De plus, 20 établissements scolaires au Grand Slam Interscolaire, qui réunit d'une part des élèves d'école primaire, et d'autre part des collégiens et lycéens.
En 2016, le jeune slameur Kendal remporte le titre de Champion de France dans la catégorie 12-15 ans, tout comme son équipe (de Nantes). En 2017, c'est Evelyn Rasmussen Osazuwa, représentante de la Norvège, qui remporte la Coupe du Monde avec un score de 89,1 points (notes cumulées de ses trois passages, chacun noté sur 30 points).

### Belgique
Les premières plateformes apparentées au slam apparaissent en 2001 à Bruxelles, quelques années après l'arrivée du slam à Paris, introduit entre autres par l'asbl Léz'arts Urbains. Dès 2005, à Liège, Dominique Massaut lance les premières scènes ouvertes de slam de Belgique francophone, d'abord à l'Aquilone et, ensuite, au Centre de Jeunes La Zone (Liège). Depuis 2007, les scènes slam permanentes se sont développées à Mons (Maison Folie), et en 2008, à Namur mais aussi à Charleroi au sein du centre culturel l'Eden. On commence seulement à voir s'ouvrir des scènes slam un peu partout, y compris en Flandre du côté de Gand. En 2007, un championnat de slam est organisé à Bruxelles à l'initiative de Xavier Roelens, mêlant les langues officielles, avec traduction des textes. En effet, dans le contexte actuel du conflit linguistique belge, le slam démontre plus que jamais ses valeurs dépourvues de frontières. On peut[style à revoir] y trouver des scènes slam bilingues (exemple : Bru Slam) et des échanges Nord-Sud fréquents comme le fameux projet slam-brabançonne qui fut composé de slameurs venant de Flandre mais aussi de Charleroi ou encore de Bruxelles.  
En avril 2008, La Zone de Liège organisa les 24H Slam du Mot, réalisant la plus longue scène slam d'Europe et sans doute du monde : 24 heures de scène ouverte sans aucune interruption (rebaptisées 24H slam de Liège pour les éditions de 2009, 2011, 2013 et 2015) Cet événement a ainsi réuni des acteurs de la scène slam belge, française et suisse. La deuxième édition s'est déroulée les 26 et 27 septembre 2009 avec autant de succès. En 2011, les éditions Maelström, publient Zone Slam (Volume 1), de Dominique Massaut, qui raconte l'expérience liégeoise. En 2017, Simon Raket poursuit ce travail de mémoire en compagnie du photographe Mustapha Mezmizi (Slam, poésies et voix de Liège, Editions de la Province de Liège, 2017). 
En 2012, Mochélan crée le spectacle très Nés Poumon Noir. Entre rap, slam et théâtre, il connait un succès important en francophonie avec près de 200 dates.
C'est le premier spectacle, hybride, qui s'exporte et remporte tous les prix liés à cette discipline, notamment en terminant dans les 15 meilleurs spectacles du Festival d'Avignon en 2013.
En juin 2016 le Goslam collectif de Charleroi organisa à son tour son premier 24 heures  de slam en différents lieux du Pays Noir (marché de Charleroi, au Harpers Bar, au sein de l'atelier M, du métro, etc.) des slameurs venant de France, d'Allemagne mais aussi d'Italie et des États-Unis furent invités. La Zone ne détiendra plus le record de la plus longue scène slam d'Europe dès septembre 2018 puisque le Goslam City Collectif de Charleroi organisera son premier 36 heures chrono les 7, 8 et 9 septembre 2018. Lors de cette plus longue scène d'Europe différents slameurs et slameuses partageront leur(s) poésie(s) au sein de différents lieux du Pays Noir et s'affronteront lors d'un tournoi organisé le vendredi 7 septembre dès 19 heures au sein du centre culturel, le centre névralgique du Goslam, l'Eden. Actuellement[Quand ?], Charleroi est la deuxième ville à avoir atteint la finale du grand slam national à Paris en 2016 avec son équipe de quatre slameurs (Mots-arts, le Chauve-Sourit,Toro et Mot-dit) et en 2017 avec le Chauve-Sourit, Mots Arts, Lisette Lombé et Slamdog. Toro a également remporté le prix des paroles urbaines en avril 2017 au Botanique pour sa ville, Charleroi.

### Suisse romande
En Suisse romande, le slam apparaît pour la première fois le 13 septembre 2002 dans une soirée au Chat Noir de Genève, animée par La Camarilla, le Cercle des poètes apparus, et la Section Lyonnaise des Amasseurs de Mots (SLAM). La philosophie est « Un texte dit, un verre offert ». Soutenu par le film Slam de Marc Levin, projeté en avril 2004 en clôture du festival Black Movie, le trend se répand, et les jeunes rappeurs qui s’expriment sans musique de fond commencent à se référer au « slam ». Des ateliers de slam ont lieu à la maison de quartier de la Jonction. Une action slam mensuelle est instaurée au Chat noir, sous la houlette du rappeur Basengo. Le slam vient aussi directement aux Suisses romands, alors que la compagnie parisienne de Pilote le Hot fait tournée à Genève, Lausanne et Fribourg en juin 2004. Le slam se perpétue à Genève grâce au collectif À fleur de Mots.
À Lausanne, le Centre d'Animation de la Cité a mis sur pied en 2004 un projet slam comme outil d'intégration dans un quartier populaire de la ville : Le Vallon. Il prend la forme de soirées mensuelles au Théâtre 2.21, situé également dans le quartier du Vallon. Le théâtre devient alors partenaire des soirées slam au niveau de la promotion et de l’accueil au bar. 
En 2006, sous l'impulsion d'une animatrice du centre d'animation de la cité, Liliane Hodel, est fondée la SLAAM[source insuffisante] (société lausannoise des amatrices et amateurs de mots). Cette association a pour but de promouvoir le slam dans la région lausannoise et de représenter le slam romand à l'étranger. Elle organise mensuellement des soirées slam (scène ouverte, et rarement des tournois), au Théâtre 2.21 (jusqu’en 2009), au Bourg Café Théâtre (jusqu'en 2016), puis au Lido Comedy Club. Elle détache plusieurs fois par an des groupes de quatre ou cinq slameurs pour participer à des tournois européens (Paris, Liège, Lyon). Dès 2009, elle met sur pied le Lausanne Slam[source insuffisante]. La SLAAM organise également des ateliers d'écriture de slam poésie. En dehors des scènes slam, les slameurs genevois et lausannois s'adonnent aussi à des « Tram slam » ou « Slam sauvage », soit des déclamations à l’improviste dans les transports publics.
Depuis mai 2001, une scène slam existe à Fribourg, au Centre Bries, en langue suisse-allemande principalement. Depuis mai 2011, sous l’impulsion du poète Renato Kaiser, elle se veut bilingue. Le 26 septembre déjà, l’État de Fribourg parrainait une compétition de slam bilingue.
Le Pommier - Théâtre et Centre Culturel Neuchâtelois de Neuchâtel organise depuis 2022 un tournoi international de slam. L'édition 2023 voit s'affronter 24 slameuses et slameurs, pour une victoire de Klar Obscur (France) devant La Tohp (France) et Florilège (Suisse). L'édition 2024 a eu lieu le 25 mai. 

### Québec
Au Québec, la scène slam trouve ses racines dans la riche tradition de lectures publiques de poésie qui remonte au moins à la fin du XIXe siècle avec l'École littéraire de Montréal, mais dont on peut plus raisonnablement situer les origines modernes aux nombreux événements de poésie qui ont eu lieu dès le début des années 1970 et dont le film La Nuit de la poésie 27 mars 1970 constitue un témoignage remarquable. Ces lectures-performances rassemblaient alors autant des poètes de différents courants littéraires comme Denis Vanier, Gaston Miron, Gérald Godin, Claude Gauvreau, Gilbert Langevin et Michèle Lalonde que des rockeurs-poètes comme Raoul Duguay (souvent accompagnés par l'Infonie et l'Orchestre de jazz libre du Québec) ou Lucien Francoeur (et son groupe pop-rock Aut'Chose). Ces événements se poursuivirent tout au long des années 1970 et 1990 à la Casa Pedro sous l'égide du mécène Pedro Rubio et de l'animateur-écrivain Pierrot-le-Fou-Léger et plus tard, lors des soirées Place aux Poètes animées par la poétesse Janou St-Denis. À ce courant, il faudrait ajouter l'influence, dans les années 1990, de la scène anglophone montréalaise de spoken word.
Ce n'est qu'en 2006 que la scène slam proprement dite est née, sous l'initiative de Ivy, Bertrand Laverdure, Catherine Cormier-Larose et Jonathan Lafleur. Ils ont élaboré les 3 premières soirées Slamontréal, soirées mensuelles reprenant les règles du jeu telles que balisées par Marc Smith. Depuis 2007, Ivy continue de présenter les soirées Slamontréal à l'O Patro Vys. Ensuite, Ivy fonde la Ligue québécoise de slam (LIQS), afin d'encourager la formation d'équipe ailleurs dans la province. Le premier Grand Slam comportait l'équipe de Québec et de Montréal et fut présenté dans le cadre du Festival International de la Littérature au Lion d'or à Montréal. Marc Smith était l'invité d'honneur. On compte en 2009 une équipe de slam poésie à Montréal, à Québec, à Trois-Rivières, à Gatineau, à Rimouski, à Sherbrooke et dans Lanaudière.

### Océan Indien
Le slam est introduit dans l'océan Indien, en septembre 2002, par le poète et slam master, Stefan Hart de Keating, alias Stef H2k[source insuffisante], d'abord à l'île Maurice, d'où il est originaire, puis à La Réunion, Madagascar, Mayotte et Rodrigues. Les slams se font dans ces îles autant en français que dans la langue natale du slameur. Des tournois nationaux, scolaires et internationaux s'y déroulent chaque année sous la houlette de slammasters et d'associations, avec le concours de ministères, de centres culturels, de l'Alliance française, de médiathèques, de restaurants et de bars.

## Considérations critiques et sociales
Le slam est une forme de lecture poétique considérée comme un mouvement d'expression populaire, initialement en marge des circuits artistiques traditionnels, aujourd'hui largement reconnu et médiatisé. C'est un art du spectacle oral et scénique, focalisé sur le verbe et l'expression brute avec une grande économie de moyens, un lien entre écriture et performance. Si des poètes, en particulier issus de la mouvance hip-hop, le revendiquent comme issu de la rue ainsi que le rap à ses débuts, il est néanmoins pratiqué par des poètes de tous styles, de tous milieux sociaux, en ville comme à la campagne.

« Marc Smith n'aura eu qu'à modifier le concept de départ pratiqué par les poètes-beat, en l'adaptant à son époque, aux goûts et désirs d'un public moins disposé à la spontanéité : il aura su saisir une opportunité circonstancielle, s'approprier une formule existante en l'ajustant aux nécessités contextuelles de l'heure et du lieu, et donner à une nouvelle génération le privilège de la prise de parole mais, ici encadrée et limitée dans la durée de la prestation (3 minutes!), se plaçant ainsi à l'opposé des aspects déflagrateur et iconoclaste, (voire libertaire et anarchique), intrinsèques aux manifestations scéniques propres à la Beat generation et à la contre-culture québécoise des années 1970… Marc Smith aura relancé la prise de parole poétique sur la place publique et à l'échelle planétaire. Il incombe désormais à chacun d'avoir les mots pour se dire ! »

— Lucien Francoeur

## Règles habituelles du slam
Même si le slam de poésie est souvent décrit comme un moyen de liberté d'expression, le spectacle est structuré par des règles qui sont généralement les suivantes :
- Les inscriptions sont ouvertes à tous auprès du présentateur ;
- On peut passer seul ou à plusieurs ;
- La musique n’est pas autorisée dans les tournois de slam à proprement parler (par opposition aux soirées dites open mic ou de spoken word) ;
- Les jeux de lumière, effets sonores et costumes ne sont pas autorisés ;
- Les accessoires ne sont pas autorisés ;
- Le temps de parole est limité à trois minutes. Avec le temps et dans certains tournois, cette règle s'est émoussée pour laisser un maximum de trois minutes et neuf secondes ;
- Un seul texte est dit par passage sur scène ;
- Le slameur doit être l’auteur du texte ;
- En France, on trouve parfois une incitation à participer sous la forme « un texte dit = un verre offert ».

Ces règles varient selon les lieux. Par exemple, certains accepteront une lecture de plusieurs textes en un même passage, porteront le temps de parole à cinq minutes, voire supprimeront cette limite. D'autres n'offriront qu'un verre par slameur même s'il passe plusieurs fois. D'autres encore imposent un prix d'entrée modique, ou n'interdisent pas la lecture de textes écrits par quelqu'un d'autre que le slameur, pourvu qu'il cite sa source et l'interprète à sa façon. Quoi qu'il en soit, on peut autant dire, lire, chanter, murmurer, que rapper ou gazouiller son slam. On peut même faire un mime. C'est l'occupation de la scène et le partage oral et corporel qui compte.
Dans les tournois, les règles de notation sont établies ainsi :
- Un jury, choisi au hasard dans la salle, note les poètes ou équipes de poètes. Son rôle est de donner des notes, allant de 0,0 à 10,0, avec un chiffre après la virgule, à chaque passage ;
- Comme le jury n'est pas expert en la matière, il s'agit d'un jugement relativement subjectif et sur des bases différentes d'une notation de type scolaire. Les points sont donnés selon le texte et la performance. Mais il est important de rappeler que le rôle des poètes est de faire de la poésie, et non de gagner à un tournoi.

Les scènes slam pratiquant ces règles incluent : la Coupe de la Ligue Slam de France, le Grand Slam de Paname à Paris, le Grand Slam National, le Slam United, le Slam So What, la Maison Folie de Mons et divers slams sessions et grands ateliers en France principalement dans les grandes villes du Nord : Reims, Troyes et Chaumont en Champagne, Rennes en Bretagne, Nantes dans les Pays de la Loire et Tours dans le Centre Val de Loire … Cette approche, inventée par Marc Smith pour attirer le public et rendre les scènes slam plus populaires, est également pratiquée à l’étranger : IWPS (individual world poetry slam), German International Poetry Slam, Harlem Poetry Slam (Hollande), etc.
Un petit nombre de scènes font voter toute la salle avec des cartons colorés, comme dans les matchs d'improvisation, ou au moyen d'un applaudimètre ; c’est le cas par exemple au tournoi européen de slam de Berlin.

## Résultats (Coupe du monde de slam)
| Coupe du monde de slam | Coupe du monde de slam | Coupe du monde de slam             | Coupe du monde de slam |
| Année                  | Édition                | France 3                           | Date                   |
| ---------------------- | ---------------------- | ---------------------------------- | ---------------------- |
| 2007                   | I                      | Anis Mojgani (USA)                 | 29.06.2007             |
| 2008                   | II                     | Danny Sherrard (USA)               | 30.05.2008             |
| 2009                   | III                    | Joaquin Zihuatanejo (USA)          | 20.06.2009             |
| 2010                   | IV                     | Ian Keteku (Canada)                | 12.06.2010             |
| 2011                   | V                      | David Goudreault (Québec)          | 04.06.2011             |
| 2012                   | VI                     | Harry Baker (Angleterre)           | 09.06.2012             |
| 2013                   | VII                    | Simon Roberts (Québec)             | 08.06.2013             |
| 2014                   | VII                    | Ikenna Onyegbula (Canada)          | 07.06.2014             |
| 2015                   | IX                     | Clotilde de Brito (France)         | 06.06.2015             |
| 2016                   | X                      | Amélie Prévost (Québec)            | 28.05.2016             |
| 2017                   | XI                     | Evelyn Rasmussen Osazuwa (Norvège) | 27.05.2017             |
| 2018                   | XII                    | Sam Small (Écosse)                 | 12.05.2018             |
| 2019                   | XIII                   | Jérome Pinel (France)              | 01.06.2019             |
| 2020                   | XIV                    | Dani Orviz (Espagne)               | 23.05.2020             |
| 2021                   | XV                     | Giuliano Logos (Italie)            | 15.06.2021             |
| 2022                   | XVI                    | Lorenzo Maragoni (Italie)          | 30.05.2022             |

## Filmographie
- Slam Nation, documentaire américain de Paul Devlin (1998), traite du National Slam Poetry de Portland en 1996, où l'équipe de Providence (Rhode Island), menée par Lind L. Taylor Mali, affronte en finale l'équipe du Nuyorican Poets Cafe (New York), menée par Saul Williams. La rivalité entre les figures inaugurales du slam Marc Smith, Quillish Wammy et Bob Holman est aussi mise en avant, avec des interviews de ces derniers.
- Slam (1998) est une fiction américaine mettant en scène Saul Williams récitant ses propres textes. Ce film a remporté le Grand Prix du Jury au Festival de Sundance et la Caméra d'or au Festival de Cannes en 1998. Le film a joué un rôle important dans la popularisation du slam.

En France sont réalisés plusieurs films documentaires sur le sujet :
- Poésie 2000[20], documentaire avec des images tournées un mardi soir de décembre 1998 au Club Club, à Paris, avec Nada, Jean Coryn, Mc Clean & co. Prise de vue : Pascal Labrouillère — Network-Error Production ;
- Slam, applaudissez les poètes (2006) de Deina Galey, Christophe Jarosz et Frédéric Moreau. Diffusions télévisées sur RTBF2 et Planète choc ;
- Slam, ce qui nous brûle[21] (2007) de Pascal Tessaud - Production Temps noir, Diffusions télévisées sur France 5 et TV5 Monde, avec Grand Corps Malade, Souleymane Diamanka, Pilote le Hot, Hocine Ben, John Pucc' Chocolat, Nada, Neggus, Luciole, Saul Williams, Les Last Poets, L'Ami Karim etc.
- Histoire de dires[22] (2008) de Yann Francès et Matthieu Chevallier — Production Vivement lundi ! avec le soutien du CNC, Procirep, Région Bretagne et Angoa ;
- Slameurs (2008) de Deïna Galey et Frédéric Moreau — Production séquence SDP — Because Music.